# サンディ・パウエル
サンディ・パウエル（Sandy Powell, 1960年4月7日- ）は、イギリス・ロンドン出身の衣裳デザイナーである。
ロンドンで舞台デザインを学ぶ。ニール・ジョーダン、マーティン・スコセッシ作品を多く手掛けている。これまでに『恋におちたシェイクスピア』、『アビエイター』、『ヴィクトリア女王 世紀の愛』の3作品でアカデミー衣裳デザイン賞を受賞している。

## 主な作品
- 法王さまご用心! The Pope Must Die （1991年）
- エドワードII Edward II （1991年）
- オルランド Orlando （1992年）
- クライング・ゲーム The Crying Game （1992年）
- ヴィトゲンシュタイン Wittgenstein （1993年）
- インタビュー・ウィズ・バンパイア Interview with the Vampire: The Vampire Chronicles （1994年）
- ロブ・ロイ/ロマンに生きた男 Rob Roy （1995年）
- マイケル・コリンズ Michael Collins （1996年）
- 鳩の翼 The Wings of the Dove （1997年）
- ベルベット・ゴールドマイン Velvet Goldmine （1998年）
- ほんとうのジャクリーヌ・デュ・プレ Hilary and Jackie （1998年）
- 恋に落ちたシェイクスピア Shakespeare in Love （1998年）
- フェリシアの旅 Felicia's Journey （1999年）
- ことの終わり The End of the Affair （1999年）
- エデンより彼方に Far from Heaven （2002年）
- ギャング・オブ・ニューヨーク Gangs of New York （2002年）
- シルヴィア Sylvia （2003年）
- アビエイター The Aviator （2004年）
- ヘンダーソン夫人の贈り物 Mrs.Henderson Presents （2005年）
- ディパーテッド The Departed （2006年）
- ブーリン家の姉妹 The Other Boleyn Girl （2008年）
- ヴィクトリア女王 世紀の愛 The Young Victoria （2009年）
- シャッター アイランド Shutter Island （2010年）
- テンペスト The Tempest （2010年）
- ヒューゴの不思議な発明 Hugo （2011年）
- ウルフ・オブ・ウォールストリート The Wolf of Wall Street （2013年）
- シンデレラ Cinderella（2015年）
- パーティで女の子に話しかけるには How to Talk to Girls at Parties（2017年）[1][2]
- メリー・ポピンズ リターンズ Mary Poppins Returns (2018年)
- 女王陛下のお気に入り The Favorite (2018年)
- アイリッシュマン The Irishman (2019年)